# Евтушенко, Михаил Яковлевич
Михаил Яковлевич Евтушенко (род. 21 ноября 1913 года — умер 16 декабря 1964 года) — тракторист Прокопьевской МТС Кемеровской области, Герой Социалистического Труда (25.02.1949).

## Биография
Родился в 1913 году в селе Поляково Каинского уезда Томской губернии (ныне Убинский район Новосибирской области), в крестьянской семье, где росло пятеро детей.
В возрасте 15 лет начал трудиться в местном колхозе трактористом. В 1939 году был зачислен в ряды Красной Армии.
Участник Великой Отечественной войны. В апреле 1942 года был направлен на фронт. Боевой путь прошёл шофером в составе транспортного взвода 27-го артиллерийского полка 5-й стрелковой дивизии. Участник боёв на Курской Дуге, освобождал Белоруссию, участвовал в битвах за Берлин.
Вернувшись с фронта начал трудиться трактористом в колхозе «Красный партизан» Прокопьевской МТС Кемеровской области. В 1948 году передовой тракторист получил урожай пшеницы 22,2 центнера с гектара на площади 220,5 гектара и ржи 22,4 центнера с гектара на площади 35,4 гектара.
Указом от 25 февраля 1949 года за высокие урожаи пшеницы, ржи и картофеля был удостоен звания Герой Социалистического Труда.
Жил в селе Шарап Прокопьевского района. Умер 16 декабря 1964 года.

## Награды
Имеет следующие награды, за трудовые и боевые успехи:
- Герой Социалистического Труда (25.02.1949);
- Орден Ленина (25.02.1949);
- Орден Красной Звезды (25.02.1945);
- Медаль «За отвагу» (СССР) (25.08.1944).